# Salon international de l'automobile de Genève 2005
Le Salon international de l'automobile de Genève 2005 est un salon automobile qui s'est tenu du 3 mars au 13 mars 2005 à Genève. Il s'agit de la 75e édition internationale de ce salon, organisé pour la première fois en 1905.